# Phillip P. Peterson
Phillip P. Peterson (eigentlich Peter Bourauel; * 2. März 1977 in Waldbröl) ist ein deutscher Science-Fiction-Autor und Diplomingenieur.

## Leben
Peterson studierte bis 2003 Luft- und Raumfahrttechnik in Aachen. Anschließend absolvierte er ein Masterstudium in Nuclear Applications und arbeitete bis 2006 im Forschungsreaktor Jülich 2. 2010 schrieb er seine Doktorarbeit über Strahlenschäden am Fusionsreaktor ITER. Hiernach forschte er an der RWTH Aachen. Von 2012 bis 2014 arbeitete er als Ingenieur beim Deutschen Zentrum für Luft- und Raumfahrt „im Management für Erdbeobachtungssysteme“ und veröffentlichte parallel dazu seine ersten beiden Romane. Peterson versteht sich als Indie-Autor und Selfpublisher, der bei den von ihm genutzten Self-Publishing-Plattformen wie BoD und CreateSpace.com auf eigene Kosten Lektoratsleistungen in Auftrag gibt und auch mehrere seiner Bücher hat ins Englische übersetzen lassen. So sind bislang die meisten seiner Buchveröffentlichungen als Selbstpublikationen vorgelegt worden, einzelne von ihnen jedoch auch in den Verlagen Bastei Lübbe und FISCHER Tor.
Nach deren Erfolg arbeitet er seit 2014 ganz als Schriftsteller. Er lebt in Eitorf, ist verheiratet und hat einen Sohn.

## Auszeichnungen
- 2016: Kindle Storyteller Award für Paradox[3]
- 2016: Nominierung von Paradox für den Kurd-Laßwitz-Preis[5]
- 2016: 3. Platz beim Deutschen Science-Fiction-Preis für Paradox[6]
- 2021: 3. Platz beim Deutschen Science-Fiction-Preis für Vakuum[7]
- 2024: 5. Platz beim Deutschen Science-Fiction-Preis für Janus[8]

## Bibliografie
Paradox (Romanserie)
- Paradox: Am Abgrund der Ewigkeit. Bastei Lübbe, Köln 2015, ISBN 978-3-404-20843-2.
  - Hörbuch: Paradox: Am Abgrund der Ewigkeit. Gelesen von Heiko Grauel. Audible, Berlin 2015.
  - Englische Übersetzung: On the Brink of Eternity. Übersetzt von Laura Radosh. CreateSpace, 2017, ISBN 978-1-977974-01-3.
- Paradox2: Jenseits der Ewigkeit. BoD, Norderstedt 2017, ISBN 978-3-7460-1655-9.
  - Hörbuch: Paradox2: Jenseits der Ewigkeit. Gelesen von Heiko Grauel. Audible, Berlin 2017.
  - Englische Übersetzung: Paradox2: Beyond Eternity . Übersetzt von Laura Radosh. CreateSpace, 2018, ISBN 978-1-71726-753-5.
- Paradox3: Ewigkeit. BoD, Norderstedt 2019, ISBN 978-3-7494-2861-8.
  - Hörbuch: Paradox3: Ewigkeit. Gelesen von Heiko Grauel. Audible, Berlin 2019.

Transport (Romanserie)
- Transport. CreateSpace Independent Publishing, 2014, ISBN 978-1-5001-9766-7.
  - Hörbuch: Transport. Gelesen von Heiko Grauel. Audible, Berlin 2015.
  - Englische Übersetzung: Transport. CreateSpace, 2016, ISBN 978-1-5390-6361-2.
- Transport 2: Todesflut. BoD, Norderstedt 2016, ISBN 978-3-8482-1511-9.
  - Hörbuch: Transport 2: Todesflut. Gelesen von Heiko Grauel. Audible, Berlin 2016.
  - Englische Übersetzung: Transport 2: The Flood. CreateSpace, 2017, ISBN 978-1-979092-52-4.
- Transport 3: Todeszone. BoD, Norderstedt 2016, ISBN 978-3-7431-1863-8.
  - Hörbuch: Transport 3: Todeszone. Gelesen von Heiko Grauel. Audible, Berlin 2017.
  - Englische Übersetzung: Transport 3: The Zone. CreateSpace, 2017, ISBN 978-1-981733-35-4.
- Transport 4: Mondbeben. BoD, Norderstedt 2019, ISBN 978-3-7448-7320-8.
  - Hörbuch: Transport 4: Mondbeben. Gelesen von Heiko Grauel. Audible, Berlin 2019.
- Transport 5: Auslöschung. BoD, Norderstedt 2020, ISBN 978-3-7519-2380-4.
  - Hörbuch: Transport 5: Auslöschung. Gelesen von Heiko Grauel. Audible, Berlin 2020.
- Transport 6: Übertransporter. BoD, Norderstedt 2020, ISBN 978-3-7504-9795-5.
  - Hörbuch: Transport 6: Übertransporter. Gelesen von Heiko Grauel. Audible, Berlin 2020.
- Transport 7: Ursprung. BoD, Norderstedt 2020, ISBN 978-3752690149.
  - Hörbuch: Transport 7: Ursprung. Gelesen von Heiko Grauel. Audible, Berlin 2021.

Einzelromane
- Flug 39. BoD, Norderstedt 2017, ISBN 978-3-7460-1148-6.
  - Hörbuch: Flug 39. Gelesen von Heiko Grauel. Audible, Berlin 2017.
  - Englische Übersetzung: Flight 39. CreateSpace, 2018, ISBN 978-1-987580-76-1.
- Das schwarze Schiff. BoD, Norderstedt 2018, ISBN 978-3-7481-2889-2.
  - Hörbuch: Das schwarze Schiff Gelesen von Heiko Grauel. Audible, Berlin 2018.
- Vakuum. Fischer, Frankfurt 2020, ISBN 978-3-596700-74-5.
  - Hörbuch: Vakuum. Gelesen von Uve Teschner. Argon 2020.
  - Hörbuch: Vakuum. [gekürzte Version]. Gelesen von Uve Teschner. Argon 2020.
- Universum. Fischer, Frankfurt 2021, ISBN 978-3-596700-86-8.
- Nano: Jede Sekunde zählt. Fischer, Frankfurt 2022, ISBN 978-3-596-70764-5.
- Janus. Fischer, Frankfurt 2023, ISBN 978-3-596-70892-5.
- Luna. Fischer, Frankfurt 2024, ISBN 978-3-596-70893-2.

Sachbuch
- 250 Science-Fiction-Filme von 1902 bis 2016: Eine Reise durch die Welt des utopischen Films. BoD, Norderstedt 2017, ISBN 978-3-7460-0934-6.